# Polypodium ctenoideum
Polypodium ctenoideum là một loài dương xỉ trong họ Polypodiaceae. Loài này được Brause mô tả khoa học đầu tiên năm 1920.
Danh pháp khoa học của loài này chưa được làm sáng tỏ. 